# I nomi (romanzo)
I nomi (The Names) è un romanzo del 1982 dello scrittore statunitense Don DeLillo, ambientato tra Grecia e Medio Oriente. In Italia è uscito nel 1990 presso Tullio Pironti con traduzione di Amalia Pistilli, poi ripubblicato da Einaudi dal 2004.

## Trama
Alla fine degli anni Settanta, James Axton, americano che lavora come risk analyst per una società multinazionale, è di base ad Atene e si sposta fra Turchia, India e altri paesi del Medio Oriente. Ha accettato l’incarico per restare vicino alla moglie da cui vive separato, Kathryn, impegnata in uno scavo archeologico su un’isola dell’Egeo, e al figlio adolescente, Tap, che sta scrivendo un romanzo.
Nel medesimo ambiente di espatriati gravitano l’archeologo Owen Brademas e il regista Frank Volterra. Intanto, in varie località del Mediterraneo orientale emergono omicidi rituali che sembrano riconducibili a una setta ossessionata dall'alfabeto e dal linguaggio: le vittime – spesso persone già malate – vengono scelte seguendo un criterio che lega le iniziali dei loro nomi a lettere incise su antiche pietre, in una sorta di “logica alfabetica”.
La progressiva fascinazione/ossessione per la setta coinvolge il gruppo: Brademas ne indaga i significati simbolici, Volterra fantastica di filmarne i rituali, Axton incrocia frammenti di informazioni attraverso il suo lavoro e i viaggi nella regione. Tra colpi di mano, fraintendimenti e false piste – in uno scenario segnato dalla geopolitica del periodo 1979-1980 – Axton arriva a scorgere il disegno che tiene insieme i delitti, grazie anche alla testimonianza di un apostata del culto. 

## Edizioni in italiano
- I nomi, trad. Amalia Pistilli, Napoli: Tullio Pironti, 1990, ISBN 88-7937-103-7.
- I nomi, trad. Amalia Pistilli, Torino: Einaudi, coll. «ET Scrittori», 2004, ISBN 8806161601.
- I nomi, trad. Amalia Pistilli, Torino: Einaudi, «ET Scrittori», 14 febbraio 2007 (rist.), ISBN 9788806187378.